# 一个新足球
《一个新足球》是一部中国上海美术电影制片厂制作的木偶动画，于1957年上映。

## 剧情简介
李英和他的小伙伴们踢球时，把皮球踢破了。李英的爸爸又给他寄来一个新足球，可李英却怕自己的新球被踢髒，不愿意让别人踢。
社区的小伙伴们举行球赛，李英担心比赛会用到他的新足球，不愿参加。比赛进行时，旧足球再次被踢坏，比赛被迫中断，两队为谁输谁赢争论不休。最后李英认识到了自己的错误，拿出了自己的新足球，并参加了比赛，帮助自己的球队挽回了败局。